# Louis Even
Pour les articles homonymes, voir Even.
Louis Even (23 mars 1885 - 27 septembre 1974) était un imprimeur, un religieux et un propagandiste canadien d'origine française. Il est principalement connu pour avoir introduit le crédit social au Canada français.

## Biographie
Né à Montfort-sur-Meu, en Bretagne, il entre chez les Frères de l'instruction chrétienne en 1896. Dévoué à l'étude, ses parents lui avaient appris la spiritualité de Louis-Marie Grignion de Montfort. Il se démarque comme l'un des meilleurs sujets des frères.
En 1907, deux années après le passage de la loi Combes, les communautés religieuses françaises sont obligées de cesser leurs activités : plusieurs choisissent de s'exiler au Canada. Even fait partie de ceux qui partent vers l'Amérique. D'abord professeur dans le Montana, près des montagnes Rocheuses, il arrive au Canada le 24 juin 1906.
Even enseigne à Grand-Mère et à Montréal de 1907 à 1911, puis il devient sourd. On décide donc de l'envoyer à La Prairie, où il apprend le métier d'imprimeur. Il étudie l'allemand et le latin, achète les outils nécessaires et fait développer considérablement son imprimerie. En novembre de 1920, il est relevé de sa mission chez les frères, étant jugé plus apte à poursuivre une formation intellectuelle.
Bientôt, Even trouve un travail d'imprimeur à Garden City Press de Sainte-Anne-de-Bellevue. L'année suivante, il épouse Laura Leblanc avec qui il aura quatre enfants. Parallèlement, il exerce le métier de journaliste et de traducteur avec l'organe de presse Le Moniteur. À la suggestion du ministre William Fielding, il décide de lancer des cours commerciaux sur le crédit.
Even commence son étude de la question en traduisant le livre d'Anne-Irene Caldwell Money - what is it? sous le titre La Monnaie et ses mystères  (Garden City Press, 1935). Cependant, il adhère au mouvement créditiste seulement après avoir lu un court texte de James Crate Larkin sur les idées économiques de Clifford Hugh Douglas. Immédiatement convaincu de la justesse du créditisme, il se fait rapidement propagateur de la doctrine et de la philosophie créditiste, croyant qu'elle peut être un bonheur et une joie pour l'humanité. Son expérience dans l'imprimerie lui aide à se bâtir un réseau de contacts, une base politique et des cercles d'amis voués à l'étude du système économique et du rôle qu'aurait à jouer le crédit.
Bientôt, Even parle dans des assemblées à travers l'Ontario, le Québec et le Nouveau-Brunswick. L'année 1936 voit la fondation des Cahiers du Crédit Social, une revue qui promeut intensivement le crédit social. Cette revue paraît jusqu'en 1939. À la même époque, Even fonde le journal L'Ile des Naufragés, qui connaît un relatif succès. À ce moment, Even se trouve des collaborateurs dignes de mention, dont Gilberte Côté, Gérard Mercier ainsi que le maire de Québec J.-Ernest-Grégoire. Ils militent beaucoup pour attirer les gens vers leurs assemblées.
En 1939, lorsque la guerre éclate, des amis créditistes fondent le journal Vers Demain, qui deviendra l'Institut d'Action politique. En 1941, Philippe Desranleau, évêque de Sherbrooke, accorde sa bénédiction au drapeau de l'organisation, qui est définitivement inspirée par la doctrine sociale de l'Église. Le groupe se fait appeler les bérets blancs en raison de l'uniforme distinctif que portent les membres.
Even publie son livre Sous le Signe de l'Abondance en 1946 ; il est tiré à 24 000 exemplaires. Plus tard, il écrira d'autres ouvrages tels Une finance saine et efficace et Qu’est-ce que le vrai Crédit Social ?. Conférencier à la télévision, il fonde aussi en 1953 un journal en langue anglaise appelé Social Credit ; ce journal paraît encore de nos jours sous le nom de Michael journal.
Pendant les années 1960, Even cherche à répandre son mouvement en France après un long exil, puis au Brésil. Toujours dévoué religieusement envers l'archange Michel, il fonde les Pèlerins de Saint Michel et s'établit à Saint-Michel-de-Rougemont. Tombé malade en 1965, il continue sa lutte et voyage à New York avant de s'éteindre le 27 septembre 1974. Tous les créditistes de la province de Québec s'émeuvent en voyant leur chef passer vers l'au-delà.
Il est un opposant à la fluoration de l'eau potable.

## Publications
- Sous le Signe de l'Abondance, 1946
- Une finance saine et efficace
- Qu’est-ce que le vrai Crédit Social
- L'Île des naufragés, réédition éditions Delacroix.